# قوچعلی
قوچعلی، روستایی از توابع بخش مرکزی شهرستان ماکو در استان آذربایجان غربی ایران است.
تاریخچه روستای قوچعلی
روستای قوچعلی یکی از روستاهای تاریخی و اصیل واقع در شهرستان ماکو، استان آذربایجان غربی است که در دهستان چایپاسار شمالی قرار دارد. اهالی این روستا از تیره مژدکی، شاخه‌ای از طایفه بزرگ خلکانلو از ایل جلالی هستند که در منطقه شمال‌غرب ایران شناخته‌شده و پرافتخارند.
خویشاوندی نسبی و پیوندهای خانوادگی میان ساکنان قوچعلی و روستاهای هم‌جوار مانند قره‌بلاغ، شیب‌شیب، قره‌ایاق، سه‌راهی زنگنه یولاگلدی، اغگل و حراملو، و همچنین شهرهای یولاگلدی، ماکو، قزوین و نیز مناطقی از کشور ترکیه، به‌ویژه استان‌های ایغدیر و خلات، نشان‌دهنده گستره نفوذ و ریشه‌دار بودن این تبار در منطقه است. این پراکندگی همراه با اتحاد و همبستگی بی‌نظیر در میان اعضای این تیره، آن‌ها را در میان طوایف ایل جلالی به عنوان نماد جوانمردی و همبستگی معرفی کرده است.
افتخارات فرهنگی و علمی:
از جمله افتخارات علمی و معنوی این طایفه می‌توان به جناب ماموستا محمدصدیق افتد اشاره کرد که از روحانیون برجسته منطقه و همچنین وکیل دادگستری می‌باشند. ایشان دارای تحصیلات عالی حوزوی، کارشناسی ارشد الهیات (فقه شافعی)، و کارشناسی حقوق بوده و به عنوان عضو مرکز اسلامی و مرکز وکلای قوه قضاییه فعالیت می‌کنند. مقالات متعدد فرهنگی و اجتماعی از ایشان در محافل علمی منتشر شده است.
افزون بر این‌ها، تعداد قابل توجهی از جوانان، چه دختر و چه پسر، از این روستا موفق به اتمام تحصیلات دانشگاهی در رشته‌های مختلف شده‌اند که نویدبخش آینده‌ای روشن و پرافتخار برای این طایفه خواهد بود.
رهبری و ساختار اجتماعی:
در حال حاضر، سرطایفه تیره مژدکی، جناب حاج علیرضا افتد، مشهور به "علیرضا حاج کرم" است که با درایت و احترام در میان مردم شناخته می‌شود. شورای اسلامی روستای قوچعلی در آخرین دوره انتخاباتی شامل آقایان باران رضا کرمی، کمال افتد و فرهاد اعجازی می‌باشد که وظیفه نمایندگی و پیگیری مسائل اجتماعی، فرهنگی و عمرانی روستا را بر عهده دارند.
یکی از آثار طبیعی و مهم در نزدیکی این روستا، دو چشمه خروشان کانی زیارت و شیب است که پس از چشمه ثریا، دومین سرچشمه‌ رودخانه قره‌سو محسوب می‌شود؛ رودی که مسیرش را به سوی رود ارس ادامه می‌دهد و یکی از منابع مهم آب منطقه به شمار می‌رود.

## جمعیت
این روستا در دهستان چایپاسار شمالی قرار دارد و براساس سرشماری مرکز آمار ایران در سال ۱۳۸۵، جمعیت آن ۱۴۵ نفر (۲۷خانوار) بوده‌است.